# Cremastus rohweri
Cremastus rohweri là một loài tò vò trong họ Ichneumonidae.